# Willy Herremans
Willy Herremans (Halle, 17 mei 1950) is een Vlaams acteur.
Herremans volgde een theateropleiding aan de Kleine Academie te Brussel en was als acteur decennialang verbonden met theater PACT in Aalst. Hij is voornamelijk bekend als commissaris Roger Berckmans uit de scripted-realityserie Echte Verhalen: De Buurtpolitie. In het theater had hij in de herfst van 2015 een rol als intendant in de productie Caligula van Het Toneelhuis. Ook speelde hij de rol van Sinterklaas in de Vlaamse televisieserie Thuis. In oktober 2013 was Herremans te zien als Gaston, een collega van Benny bij VDB, in de VTM-soap 'Familie'.